# Adam van Koeverden
Adam van Koeverden (Toronto, 29 de enero de 1982) es un deportista canadiense que compite en piragüismo en la modalidad de aguas tranquilas.
Participó en cuatro Juegos Olímpicos, entre los años 2004 y 2016, obteniendo en total cuatro medallas: oro y bronce en Atenas 2004, y plata en Pekín 2008 y en Londres 2012. En los Juegos Panamericanos de 2015 consiguió una medalla de bronce.
Ganó ocho medallas en el Campeonato Mundial de Piragüismo entre los años 2003 y 2011.

## Palmarés internacional
| Juegos Olímpicos     | Juegos Olímpicos             | Juegos Olímpicos  | Juegos Olímpicos |
| Año                  | Lugar                        | Medalla           | Competición      |
| -------------------- | ---------------------------- | ----------------- | ---------------- |
| 2004                 | Atenas (Grecia)              | Medalla de oro    | K1 500 m         |
| 2004                 | Atenas (Grecia)              | Medalla de bronce | K1 1000 m        |
| 2008                 | Pekín (China)                | Medalla de plata  | K1 500 m         |
| 2012                 | Londres (Reino Unido)        | Medalla de plata  | K1 1000 m        |
| Campeonato Mundial   |                              |                   |                  |
| Año                  | Lugar                        | Medalla           | Competición      |
| 2003                 | Gainesville (Estados Unidos) | Medalla de plata  | K1 1000 m        |
| 2005                 | Zagreb (Croacia)             | Medalla de plata  | K1 1000 m        |
| 2005                 | Zagreb (Croacia)             | Medalla de bronce | K1 500 m         |
| 2007                 | Duisburgo (Alemania)         | Medalla de oro    | K1 500 m         |
| 2007                 | Duisburgo (Alemania)         | Medalla de plata  | K1 1000 m        |
| 2009                 | Dartmouth (Canadá)           | Medalla de bronce | K1 1000 m        |
| 2010                 | Poznań (Polonia)             | Medalla de bronce | K1 500 m         |
| 2011                 | Szeged (Hungría)             | Medalla de oro    | K1 1000 m        |
| Juegos Panamericanos |                              |                   |                  |
| Año                  | Lugar                        | Medalla           | Competición      |
| 2015                 | Toronto (Canadá)             | Medalla de bronce | K1 1000 m        |